# Gimpil Dardschaalan Chiid

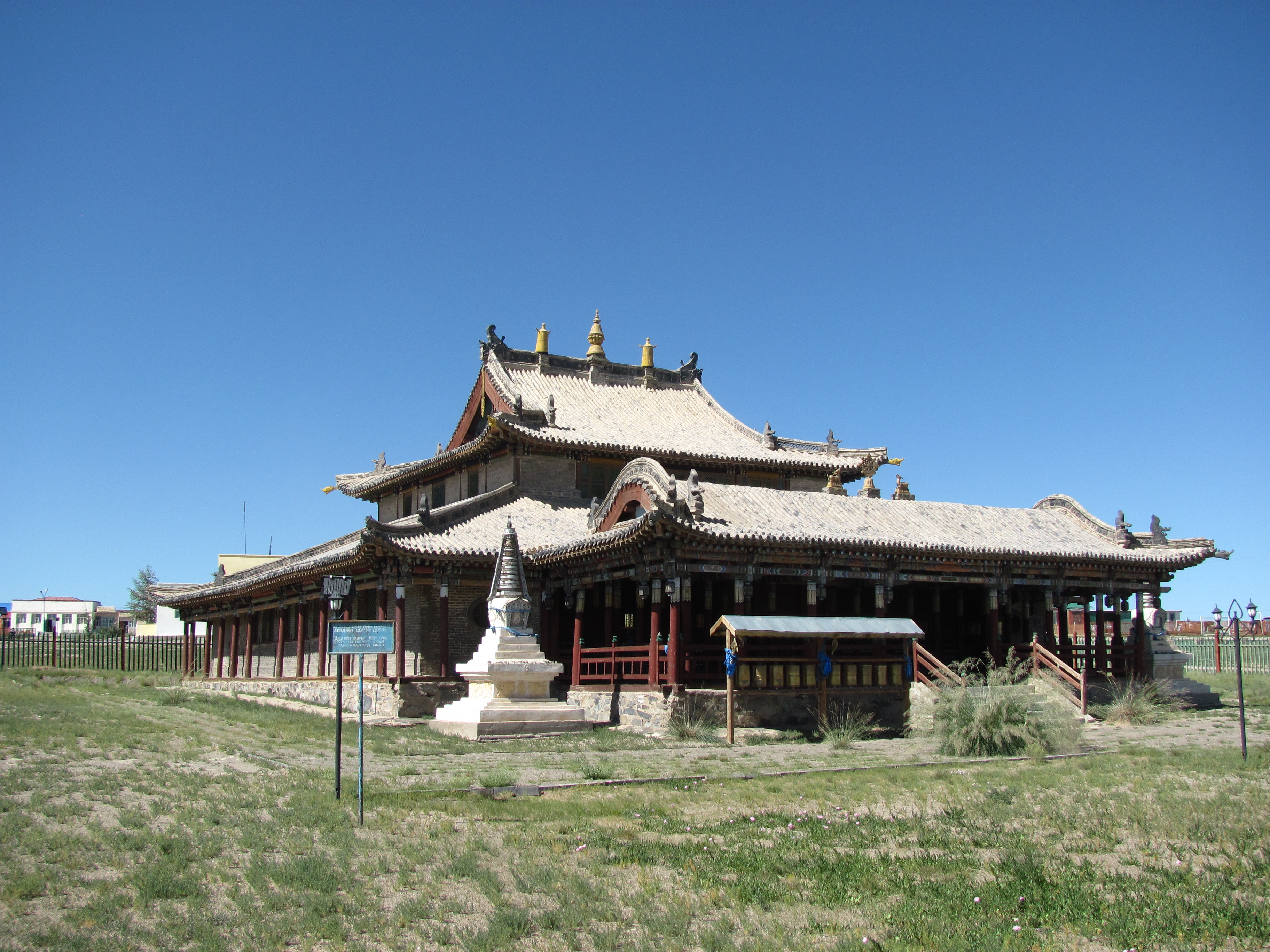
Tempel van het klooster Gimpil Darjaalan

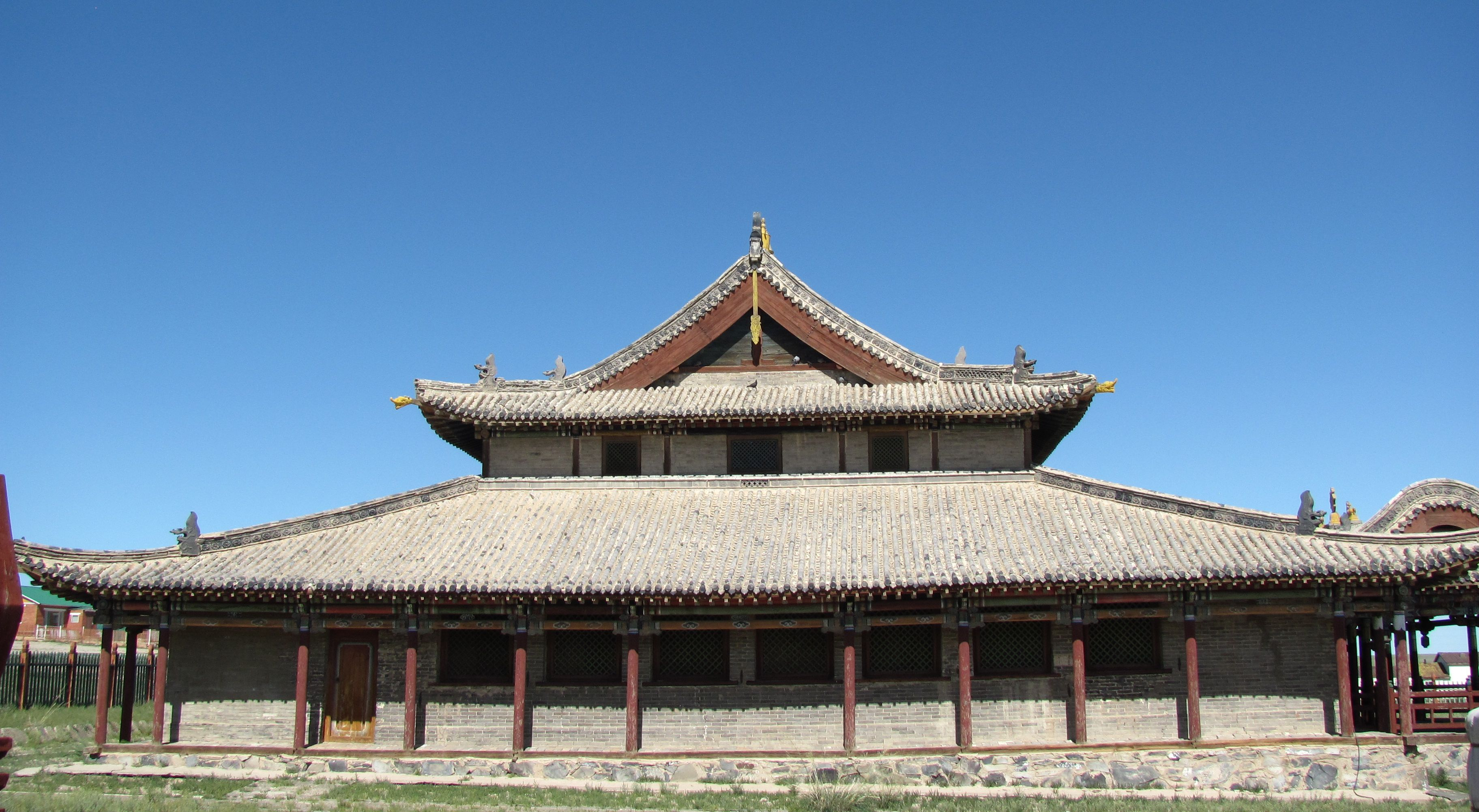
Zijaanzicht van de tempel

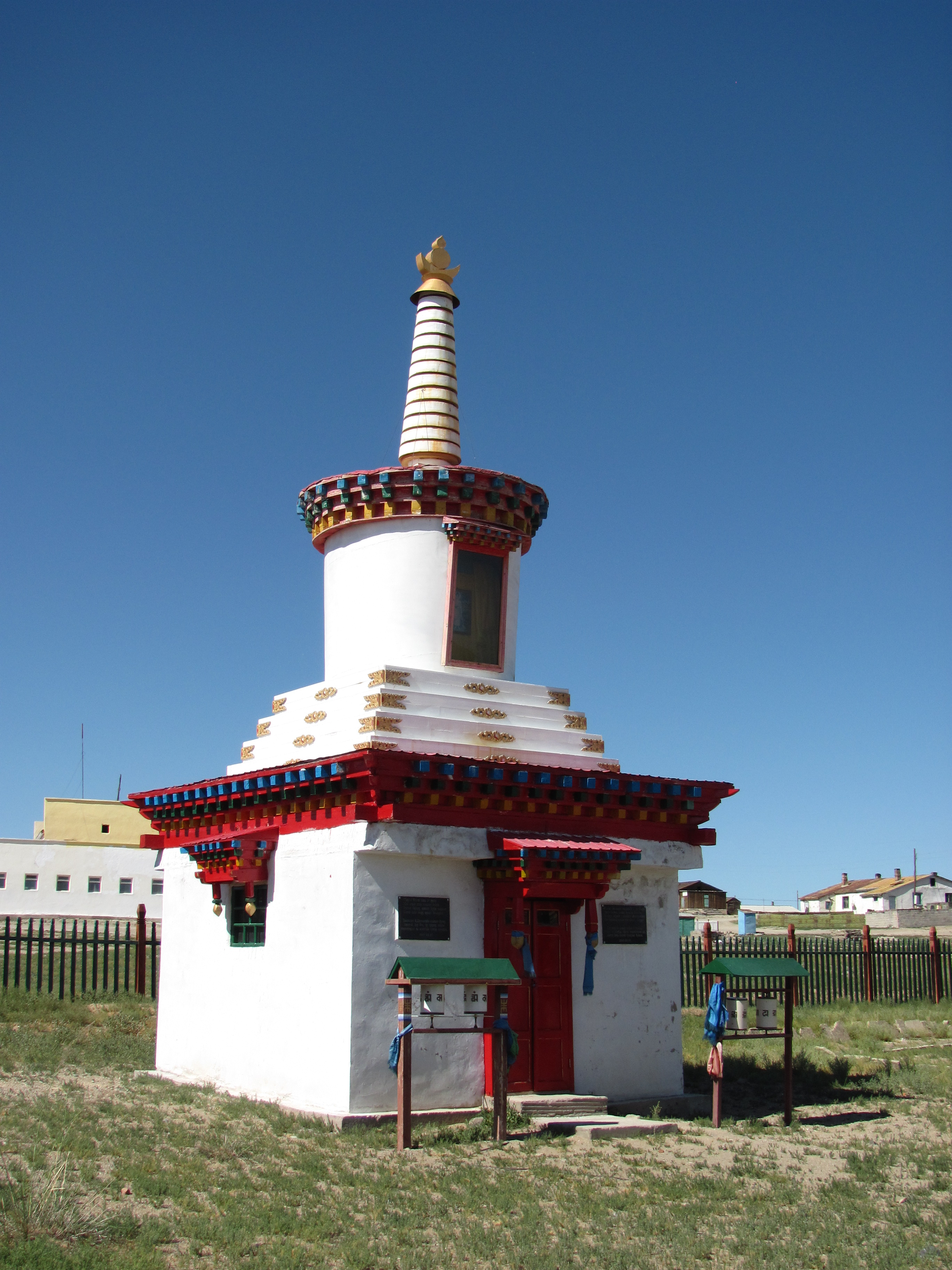
Stoepa

Gimpil Dardschaalan Chiid (Mongools: Гимпил Даржаалан Хийд) is een boeddhistisch klooster in de hoofdstad Erdenedalai van de gelijknamige sum in de ajmag (provincie) Dundgovi. Het Mongoolse Chiid betekent "klooster".

## Ligging
Het klooster ligt in het centrum van de plaats Erdenedalai in een vlak en droog landschap, ruim 100 km ten westen van de provinciehoofdstad Mandalgovi en 370 km ten zuidzuidwesten van Ulaanbaatar, de hoofdstad van Mongolië.

## Geschiedenis
Het klooster werd tegen het eind van de 18e eeuw gebouwd, ter herinnering aan het eerste bezoek van een Dalai lama aan Mongolië. Het werd bij perioden door tot 500 monniken bewoond. 
Als een van de weinige kloostercomplexen overleefde het de vernielingen in 1937 onder de communistische regering van Chorloogijn Tsjoibalsan. Wel werd het in dat jaar onteigend en vervolgens gebruikt als opslagplaats. Sinds 1990 wordt het weer als klooster en tempel gebruikt. In 1992 bezocht de 14e Dalai lama Tenzin Gyatso het complex.

## Gebouwen
Het relatief kleine klooster Gimpil Dardschaalan is een buitengewone maar weinig bekende bezienswaardigheid van de provincie Dundgovi, omdat van de 747 kloosters en tempels die Mongolië tot 1937 telde er amper tien onbeschadigd zijn overgebleven. Veel van de andere kloosters werden na 1990 gerestaureerd of herbouwd.  
In het midden van het kloosterterrein verheft zich de in een vierkant gebouwde tempel, die op een fundament van gebroken steen staat. In tegenstelling tot de meeste andere tempels in Mongolië, vooral de herbouwde na 1990, liggen er geen groene of rode, maar grijze dakpannen op. In het interieur is onder andere een standbeeld van de stichter van de gelug-traditie in Mongolië, Tsongkapa vermeldenswaard.  
Voor de tempel staan de voor het Tibetaans boeddhisme gebruikelijke gebedsmolens en een kleine witte stoepa. Een aanzienlijk grotere stoepa bevindt zich enigszins terzijde van de tempel nabij de woonverblijven van de monniken, achter een ger.